# 星野村
星野村（ほしのむら）は、福岡県八女市にある大字。郵便番号は834-0201。世帯数は1,109世帯、人口は3,042人（2012年（平成24年）11月30日現在）。本項では、八女市に編入される以前の八女郡星野村についても記す。

## 概要
福岡県の南部、大分県との県境部に位置する。南で矢部村北矢部・黒木地区、西で上陽地区、北で久留米市田主丸地区・うきは市、東で日田市前津江地区とそれぞれ接する。地内はほとんどが山地である。地内の軸は星野川に沿っている。標高が高く、人口密度が低いため、星がきれいに見える場所として知られている。そのため、「星のふるさと星野村」としてPRしている。
2010年1月31日までの八女郡星野村に相当し、地内全域が星野地区となっている。合併後の住所表記において「星野村」の名称を存続している。2009年10月には、「日本で最も美しい村」連合へ加盟し、地区内の活性化に力を入れている。
隣接する大字
- 東 - 日田市：前津江町柚木
- 南 - 八女市：矢部村北矢部・黒木町北大淵・黒木町笠原
- 西 - 八女市：上陽町久木原・上陽町上横山
- 北 - 久留米市：田主丸町森部、うきは市：浮羽町妹川・浮羽町新川

## 沿革
- 1889年（明治22年）4月1日 - 町村制施行により村制施行、生葉郡星野村となる。
- 1896年（明治29年）4月1日 - 福岡県内の郡再編で、生葉郡が分割・統合され、新設の八女郡に属す[2]。
- 2010年（平成22年）2月1日 - 黒木町・立花町・矢部村とともに八女市に編入。「八女市星野村」となる。

## 産業
八女茶の生産地の一つ。八女茶の中でも星野川の朝霧の潤いと土作りなど、気候風土の恵みもあって玉露の生産地として有名である。山間地であるが故に、山の斜面を切り開いた茶畑や棚田が見られ、秋の実りの時期になると黄金色に輝く棚田の稲作も産業に上げられる。
域内には、長らくコンビニエンスストアが出店していなかったが、2025年（令和7年）内にセブンイレブンが地域共創型店舗を出店すると発表。土地は八女市が買収してセブンイレブンに貸し出す。建物はユニットハウス型の店舗で、約100平方メートルの小型のもの。

## 交通

### 鉄道
鉄道路線は通っていない。最寄り駅は、JR九州鹿児島本線羽犬塚駅あるいは西鉄久留米駅。

### 路線バス
高速道路は通っていない。
- 堀川バス
  - 筑後市（羽犬塚駅） - 八女市 - 星野村
  - 村の最東端にある板屋という場所まで運行されていた。現在は浦という場所が終点。村役場の最寄停留所は「十篭（じゅうごもり）」。
  - 以前は西鉄バスがうきは市まで至る路線を運行していたが、1990年代に入るまでに廃止された。

### 道路
一般国道は通っていない。
- 福岡県道52号八女香春線
- 福岡県道57号浮羽石川内線
- 大分県道・福岡県道114号前津江星野線（福岡県側は道路区域未確定であるため正確な終点位置は不明である）
- 福岡県道804号上横山星野線

## 施設・名所・旧跡・観光スポット・祭事・催事
- 八女市役所星野支所
- 八女市立星野小学校
- 八女市立星野中学校
- 八女市立図書館星野分館
- 星野郵便局
- 星の文化館 - 口径65cm反射式望遠鏡の天文台、プラネタリウム、プチホテルを併設
- 茶の文化館
- 古陶星野焼展示館
- 星野温泉「池の山荘」・星の温泉館「きらら」
- 鷹取城跡
- 平和の塔 - 日本各地で点火されている原爆の火の元火は星野村にある。星野村出身の山本達雄が原爆投下後の広島へ入市し、親戚の本屋でくすぶっていた火を懐炉に入れて持ち帰ったことが起源とされる。詳しくは平和の灯 (広島市)#原爆の火を参照。
- 祇園祭(こっぱげ面)- 鬼に扮した地元の若者が青竹で村人の尻を叩き、農作物の病害虫被害や梅雨時期の水害を消滅させ、無病息災や悪霊退散を願う祭り。 7月11日に長尾の天照御祖神社、7月15日に的別当の素盞嗚神社・7月14日、15日に三坂の祇園神社の三カ所で祇園まつりが行われる。

## 註
1. ↑  “行政区別人口（24年11月末）”.   八女市. 2012年11月30日閲覧。
2. ↑  『官報』第3820号、明治29年3月27日。
3. ↑  “セブン―イレブン初の「地域共創型店舗」が福岡県八女市星野村に…山村地域の買い物支援、今秋オープン”.   読売新聞ONLINE (2025年6月27日). 2025年7月24日閲覧。